# Нафигов, Рафик Измаилович
Рафик Измаилович Нафигов (1928—2001) — советский и российский историк, доктор исторических наук (1964), профессор (1966), заслуженный деятель науки ТАССР (1978) и РСФСР (1989). Академик Академии наук Республики Татарстан (1992).

## Биография
Родился 15 июля 1928 г. в г. Уральск. Отец Измаил Сагдеевич Нафигов (1904—1950). Мать Фатиха Мусеевна Нафигова.
В 1946 году окончил среднюю школу № 6 г. Уральска.
Окончил Уральский педагогический институт (1951). С 1951 года член ВКП(б).
С того же года в Казанском университете: аспирант (1951—1954), декан историко-филологического факультета (1960—1962), заведующий кафедрами истории КПСС (1963—1991) и политической истории (1991—1994), профессор (1966).
Многие работы посвящены истории освободительного движения в Поволжье в XIX — начале XX веков. Подробно исследовал казанский период жизни и деятельности В. И. Ленина.
Также занимался историей формирования и развития татарской общественно-политической мысли. Им был написан очерк о М. М. Вахитове. Автор книг и статей о Г. Тукае, принял участие в издании собрания сочинений поэта на татарском языке (тт. 1-5, 1985—1986).
Подготовил более 45 кандидатов и 3 докторов наук.
Скончался 9 декабря 2001 г. в Казани.

## Основные работы
Книги
- Влияние марксистско-ленинских идей на татарскую демократическую публицистику в период первой русской революции. Автореферат дис. на соискание учен. степени кандидата ист. наук / Казан. гос. ун-т им. В. И. Ульянова-Ленина. Кафедра марксизма-ленинизма. — Казань, 1954. — 16 с.
- Мулланур Вахитов: Ист.-биогр. очерк. Казань: Таткнигоиздат, 1960. 155 с.
- Казанская социал-демократическая организация в 1907—1914 гг. (краткий очерк). Казань: Издательство Казанского университета, 1961. 97 с.
- Они были первыми: (Из истории соц.-дем. и марксистских кружков в Казани в 1890—1900 гг.) / Р. И. Нафигов, А. Л. Литвин. Казань: Издательство Казанского университета, 1963. 20 с.
- Формирование и развитие передовой татарской общественно-политической мысли: (Очерк истории 1895—1917 гг.). Казань: Издательство Казанского университета, 1964. 446 с.
- История формирования и развития татарской передовой общественно-политической мысли на третьем пролетарском этапе освободительного движения в России (1895—1917 гг.): Автореферат дис. … доктора исторических наук / Казан. гос. ун-т им. В. И. Ульянова-Ленина. Казань, 1964. 29 с.
- Первый шаг в революцию: В. И. Ульянов и казанское студенчество 80-х г. XIX в. Казань : Таткнигоиздат, 1970. 222 с.
- «Тайны революционного подполья: Архивные поиски и находки» (1981),
- ..И стал убеждённым марксистом. Казань: Татар. кн. изд-во, 1985. 221 с.
- Неизвестные страницы истории. Казань : Татар. кн. изд-во, 1989. 126,[2] с.; ISBN 5-298-00265-X
- Поиск продолжается… : [Изуч. истории и культуры России на основе арх. источников]. Казань: Издательство Казанского университета, 1993. 154,[2] с.; ISBN 5-7464-0873-5
- Наш Тукай: Новые страницы из жизни Поэта. Казань : Фикер, 1998. 167 с.

Статьи
- Казанская сходка 4 декабря 1887 года // Вопросы истории. 1980. № 1. С. 91-103.
- Н. И. Ильминский — кто он на самом деле? // Исламо-христианское пограничье: итоги и перспективы изучения. Казань, 1994. С. 124—131.
- О студенческом движении в Казани // Проблемы отечественной и зарубежной истории и историографии. Казань, 1998. С. 147—153.

## Награды
- Орден «Знак Почёта», медали.
- Почётный гражданин г. Уральска.